# Moraas
Moraas ist eine Gemeinde im Landkreis Ludwigslust-Parchim in Mecklenburg-Vorpommern (Deutschland). Sie wird vom Amt Hagenow-Land mit Sitz in der Stadt Hagenow verwaltet.

## Geografie
Moraas liegt etwa sieben Kilometer östlich von Hagenow. Durch das Gemeindegebiet bzw. an dessen Grenzen fließen die Sude, der Klüßer Mühlenbach, der Strohkirchener Bach und weitere kleine Fließgewässer. Der Ort liegt innerhalb des Gleisdreiecks Schwerin – Ludwigslust – Hagenow. Der nächste Bahnhof befindet sich in Strohkirchen.
Umgeben wird Moraas von den Nachbargemeinden Kirch Jesar im Norden, Rastow im Osten, Strohkirchen im Süden, Kuhstorf im Südwesten sowie Hagenow im Westen.

## Geschichte
Die erste urkundliche Erwähnung des Ortes stammt von 1227. Hier wurde der Ort in einer Schenkungsurkunde der Grafen von Schwerin an die Komturei Kraak erwähnt. Frühere Ortsnamen waren Mratzu (slawisch für Finsternis), Moraz (1227), Moratz(e) (1397), Morats (1500), Moratze (1520).  Von der Siedlungsform war der Ort ein Rundling. Moraas war von je her landwirtschaftlich geprägt. Eine zentrale Abwasserentsorgung wurde im 20. Jahrhundert geschaffen, und es folgte der Anschluss der Gemeinde an die Erdgastrasse.

## Politik

### Gemeindevertretung und Bürgermeister
Der Gemeinderat besteht (inkl. Bürgermeister) aus sieben Mitgliedern. Die Wahl zum Gemeinderat am 26. Mai 2019 hatte das Ergebnis, dass die Wählergruppe Für Moraas 100 % und somit alle Sitze gewann.
Bürgermeister der Gemeinde ist Ingo Prehn, er wurde mit 79,71 % der Stimmen gewählt.

### Wappen
| Wappen von Moraas | Blasonierung: „Gespalten; vorn in Gold ein widersehender schwarzer Lindwurm; hinten in Rot ein halbes silbernes Malteserkreuz am Spalt.“ |
| Wappen von Moraas | Wappenbegründung: Das Wappen vereinigt die Symbole der beiden mittelalterlichen Grundherren des Ortes. So sollen der aus dem gräflichen Siegel entlehnte Lindwurm an den Grafen zu Schwerin und das Malteserkreuz an den Johanniterorden erinnern. Das Wappen und die Flagge wurde von dem Schweriner Heraldiker Karl-Heinz Steinbruch gestaltet. Es wurde am 2. April 1998 durch das Ministerium des Innern genehmigt und unter der Nr. 159 der Wappenrolle des Landes Mecklenburg-Vorpommern registriert. |

### Flagge

Flagge der Gemeinde Moraas

Die Flagge wurde am 24. Oktober 2001 durch das Ministerium des Innern genehmigt.
Die Flagge ist gleichmäßig und quer zur Längsachse des Flaggentuchs von Rot und Gelb gestreift. In der Mitte des Flaggentuchs liegt, auf jeweils ein Drittel der Länge des roten und des gelben Streifens übergreifend, das Gemeindewappen. Die Länge des Flaggentuchs verhält sich zur Höhe wie 5:3.

### Dienstsiegel
Das Dienstsiegel zeigt das Gemeindewappen mit der Umschrift „GEMEINDE MORAAS • LANDKREIS LUDWIGSLUST-PARCHIM“.

## Sehenswürdigkeiten

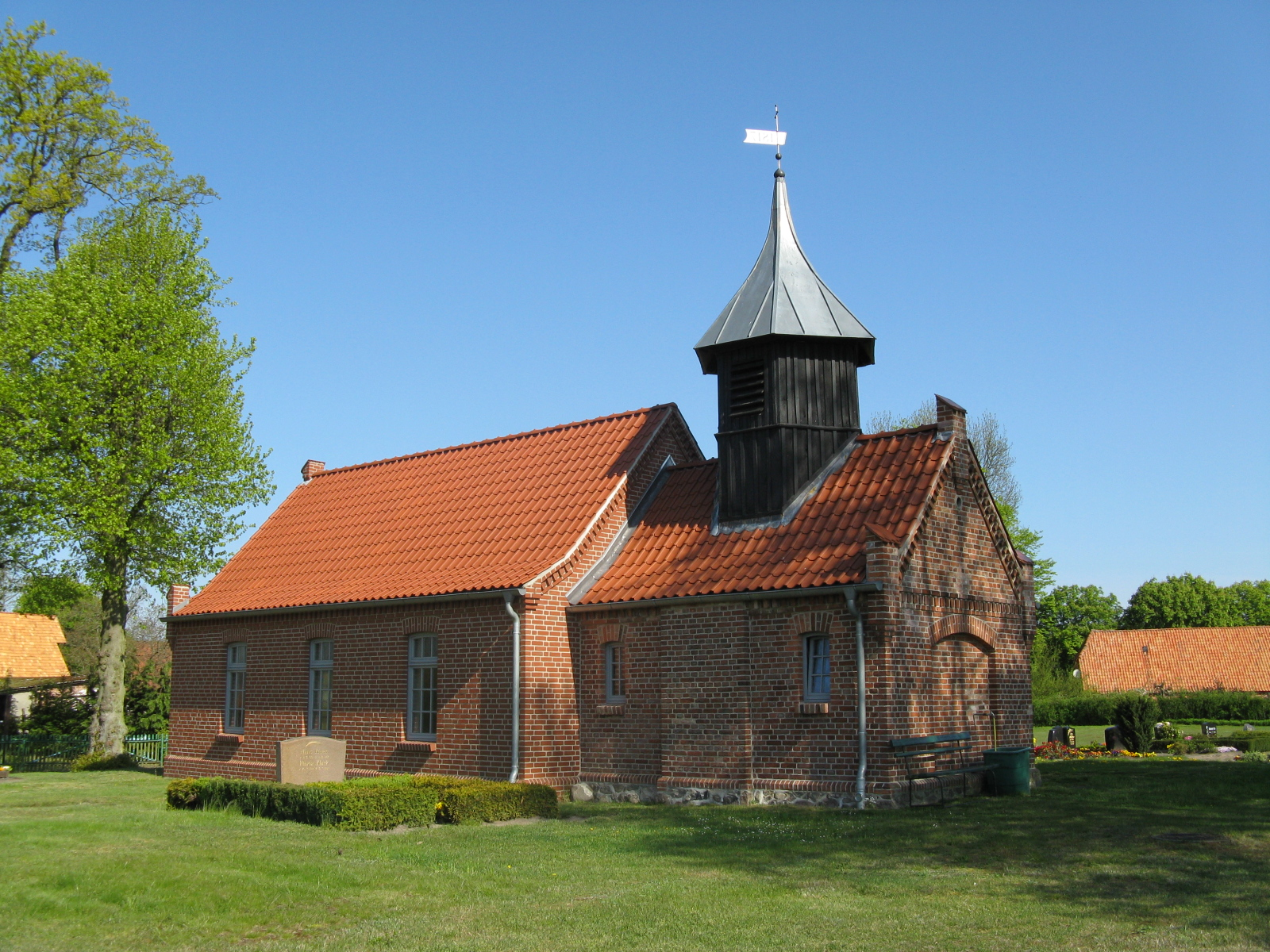
Dorfkirche

- Backsteinkirche mit Satteldach und Holzturm als Dachreiter
- Niederdeutsches Hallenhaus von 1785 mit Walmdach; ursprünglich Durchgangshaus mit Mittelküche, im 19. Jahrhundert umgebaut.

→ Siehe auch Liste der Baudenkmale in Moraas

## Infrastruktur
Im Dorfzentrum liegt das Gemeindehaus und die Feuerwehr. Diese sind gleichzeitig Zentrum für das Vereins- und Kulturleben in der Gemeinde.